# Вільшани (Сватівський район)
Вільша́ни — село в Україні, у Лозно-Олександрівській селищній громаді Сватівського району Луганської області. Населення — 141 особа.